# Ryōsuke Ishizu

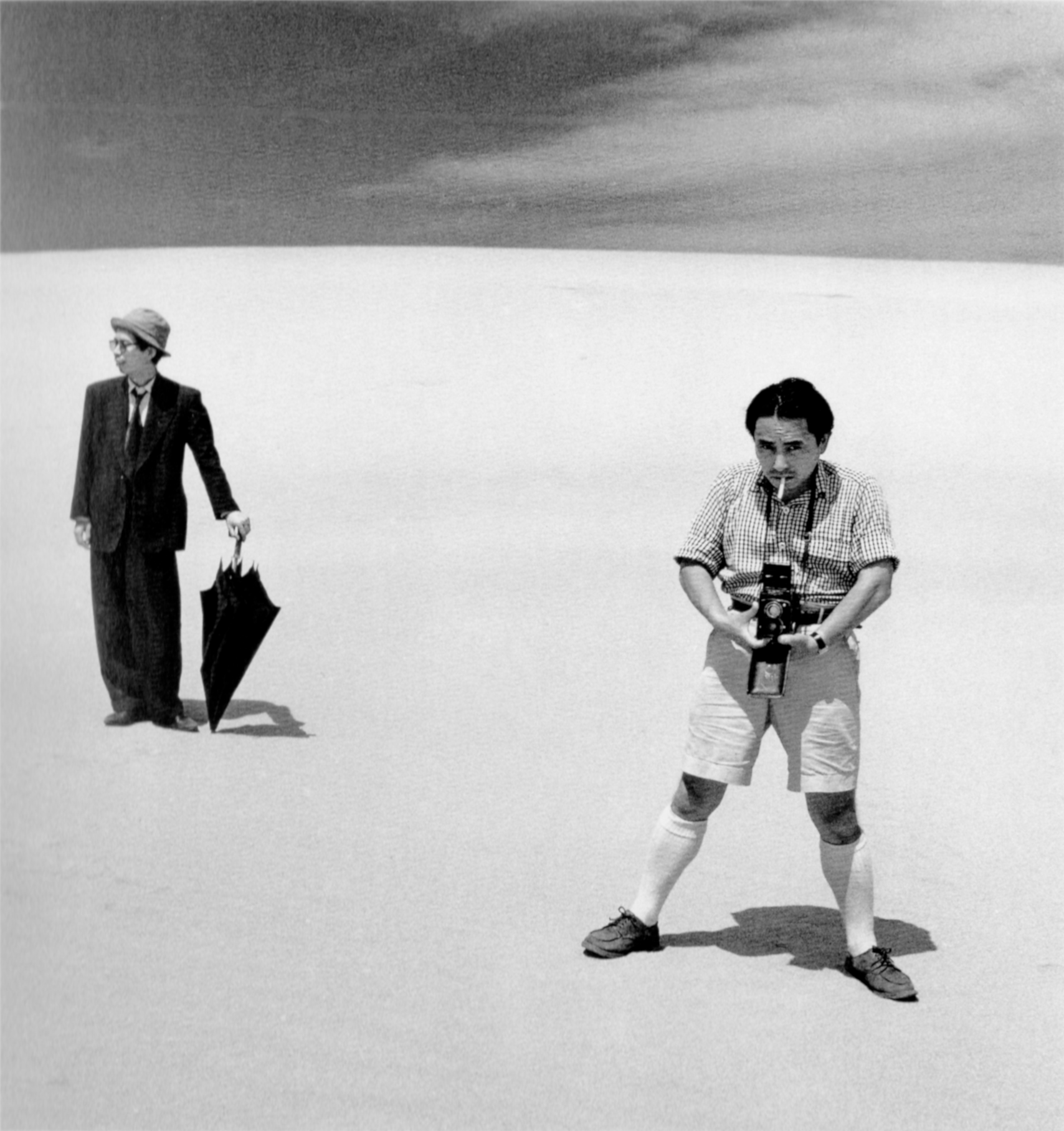

Ryōsuke Ishizu (石津 良介, Ishizu Ryōsuke, 1907 - 1986)
est un photographe japonais.